# Читая мысли
«Читая мысли» (англ. Like Minds) — австралийско-британский фильм 2006 года режиссёра и сценариста Грегори Рида.

## Сюжет
В закрытом колледже для мальчиков произошло убийство, в котором обвиняется 17-летний Алекс. Женщина-психолог Салли допрашивает подростка и совершенно неожиданно выясняет, что Алекс и убитый Найджел как-то связаны со средневековым Орденом тамплиеров, наследники которого продолжают совершать свои мистические ритуалы и в наше время.

## В ролях
| Актёр           | Роль           |
| --------------- | -------------- |
| Эдди Редмэйн    | Алекс          |
| Том Старридж    | Найджел        |
| Тони Коллетт    | Салли          |
| Ричард Роксберг | МакКензи       |
| Патрик Мэлахайд | директор школы |
| Кейт Маберли    | Сьюзан         |